# Häxprocessen i Esslingen
Häxprocessen i Esslingen var en häxprocess som ägde rum i Esslingen mellan 1662 och 1666 och resulterade i 37 personers död. Det var den första stora häxprocessen i Württemberg, en protestantisk region som annars var känd för sin återhållsamhet, och den första stora häxprocess i sydvästra Tyskland på trettio år.
Sydvästra Tyskland hade tidigare varit berömt för sina stora häxprocesser, men dessa hade ebbat ut efter den stora häxpaniken på 1620-talet. 1662 skröt en tio år gammal skolpojke från Vahingen om att han var häxa och kunde flyga på en kvast, och flera andra barn tog efter och påstod snart samma sak. Barnen placerades i fångtornet i Esslingen. De ansågs för unga för att själva åtalas, men de förhördes för att ange vuxna medbrottslingar. Snart hade en sextonårig pojke angett 17 personer och avrättats, och före årets slut stod 56 personer åtalade för häxeri i Esslingen, av vilka 28 avrättades samma år. 
Avrättningarna upphörde 1663, men arresteringarna fortsatte, och universiteten i Strassburg, Altdorf och Tübingen konsulterades. Strassburg förordade stränghet, medan Tübingen förordade försiktighet och påpekade att inte alla sjukdomar förorsakades av magi. Avrättningarna återupptogs 1664 med ytterligare en avrättning, följd av åtta avrättningar 1665. De flesta av de åtalade kom från byarna utanför och omkring staden Esslingen. Under 1666 avtog häxprocessen, och de återstående elva personer som satt frihetsberövade frigavs. 
Ansvaret för häxprocessen i Esslingen brukar till stor del läggas på Daniel Hauff, som var högsta domare i staden vid denna tid: Hauff var känd för sina starka åsikter om häxeri, och det påpekas ofta hur plötsligt processen dog ut efter hans död 1666. Hauff ska också ha använt processen mot politiska motståndare. Sara Schauber, gift med Hauffs motståndare rådman Johann Schauber, angavs gång på gång för häxeri tills hennes make krävde bekräftelse på att åtalet inte var politiskt och lyckades få henne frigiven med assistans från universitet i Tübingen, som var känt för sin återhållsamhet i fråga om häxprocesser. Sammanlagt angavs 214 för häxeri, av vilka 79 åtalades och arresterades: av dessa finns bekräftelse på åtminstone 37 avrättningar.
Häxprocessen i Esslingen utspelade sig parallellt med häxprocessen i Reutlingen i närheten, som uppvisade en stark likhet. Dessa två häxprocesser var de sista stora häxprocesserna i sydvästra Tyskland, en region som tidigare varit berömd för sina jättelika häxjakter. Även om enskilda personer avrättades för häxeri till mitten av 1700-talet, handlade det aldrig mer om fler än en eller två personer vid samma process, och då en masshysteri bröt ut i Calw 1683 stoppades den av myndigheterna efter endast två avrättningar.